# Molguloides sibuetae
Molguloides sibuetae is een zakpijpensoort uit de familie van de Molgulidae. De wetenschappelijke naam van de soort is voor het eerst geldig gepubliceerd in 1997 door Monniot.